# Ялинці
Я́линці (стара назва Лялинці) — село в Україні, у Кременчуцькому районі Полтавської області. Входить до складу Піщанської сільської громади. До 2020 року центр Ялинцівської сільської ради. Населення становить 851 осіб.

## Географія
Село Ялинці розташоване за 4,5 км від греблі Кременчуцького водосховища та за 15 км від райцентру, примикає до села Недогарки, на відстані 0,5 км розташоване село Воскобійники. Поруч проходить автомобільна дорога Н08.

## Походження назви
Ялинці (до 1918 року Лялинці) — Ялинців (ялинецький, допускається ялинський, неправильно ялинцівський); 1 назва по Україні.
Щодо походження первісної назви села Лялинці існує в устах народу така легенда:
«Серед зеленого лісу, на невеличкій галявині, розкинулося село, назви якому не було. Люди в цьому селі були дуже працьовиті й займалися гончарством і малярством. Майстри виготовляли посуд, гечики й розмальовували їх. Восени вони влаштовували ярмарок, де й продавали свої вироби купцям із Волині, Поділля, Прибалтики, Наддністров'я, водночас купуючи у них щось нове, цікаве. Влітку ж село ховалося серед квітучих садів і здавалося зовсім маленьким, але таким мальовничим, що той, хто не бачив його взимку, не повірив би, що воно налічує до п'яти тисяч жителів і до семисот дворів. Через гучні й пишні ярмарки село прославилося на всю губернію й за її межами. Саме тоді виникла потреба дати йому назву. Завдяки своїй мальовничості, схожості на ляльку село й стали називати Лялинці.»
На жаль, 1918 року Лялинці постраждали від повені на річці Сулі. Довелося село, що дотепер знаходилося за 28 км від Кременчука, переносити ближче до міста, за 15 км.
Новим місцезнаходженнямм Лялинців став ялинковий ліс (очевидно, сосновий, бо в цій місцевості переважає сосна, але в народі зветься вона ялиною). Через це й отримало село нову назву Ялинці, тобто «таке, що стоїть серед ялинкового лісу».

## Історія
Село було засноване в XVI або на початку XVII століття в гирлі Сули. В XVII столітті Ялинці належали полковникові Іванові Рубану, який згодом став ченцем. У зв'язку з цим Іван Мазепа віддав село переяславському єпископу Захарію Корниловичу. Село входило до складу Жовнинської сотні Лубенського полку, налічувало 168 дворів посполитих та 4 — церковнослужителів.
З 1781 року Ялинці входять до складу Городиського повіту (Київського намісництва), а з — 1796 року — до Золотоніського повіту (Малоросійської (з 1802 року — Полтавської) губернії).
За переписом 1859 року в Ялинцях налічувалося 388 дворів, 2444 жителів, діяла церква. 1864 року було збудовано нову Преображенську церкву — дерев'яну на мурованому фундаменті. При церкві діяла бібліотека, церковнопарафіяльна школа та школа грамоти.
1900 року в Ялинцях налічувалося 653 двори та 4738 жителів, 1910—732 двори та 4414 жителів. Щотижня були базари, двічі на рік проводилися ярмарки.
У січні 1918 року в селі було проголошено радянську владу. 1923 року в Ялинцях Вереміївського (Єреміївського) району мешкало 4470 жителів. За переписом 1926 року по Ялинцівській сільраді налічувалося 799 дворів.

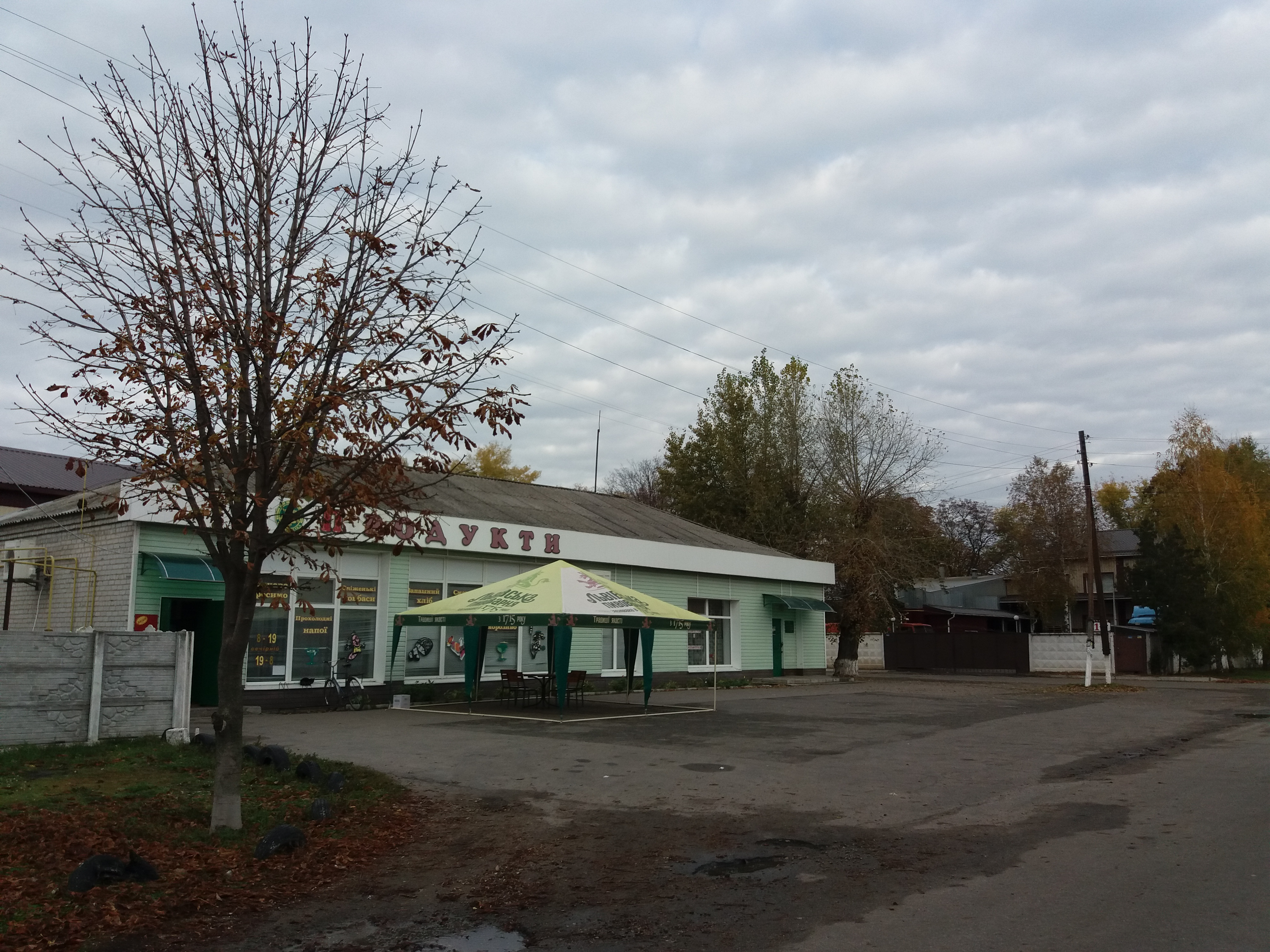
Продуктовий магазин у селі

У роки Німецько-радянської війни (22 вересня 1941 — 30 вересня 1943) під час окупації села нацистською Німеччиною на примусові роботи з села вивезли 117 жителів.
До 1959 року Ялинці були в складі Градизького району. 1959 року у зв'язку з будівництвом Кременчуцької ГЕС та затопленням чаші Кременчуцького штучного моря основна маса жителів села була переселена на територію Кременчуцького району, де біля автошляху Кременчук — Градизьк — Золотоноша (автошлях Н08) збудували нове село під старою назвою. В новому селі була розташована центральна садиба колгоспу «Маяк», діяли будинок побуту, бібліотека, будинок культури на 250 місць, відділення зв'язку, середня школа, дитячий садок, фельдшерсько-акушерський пункт.

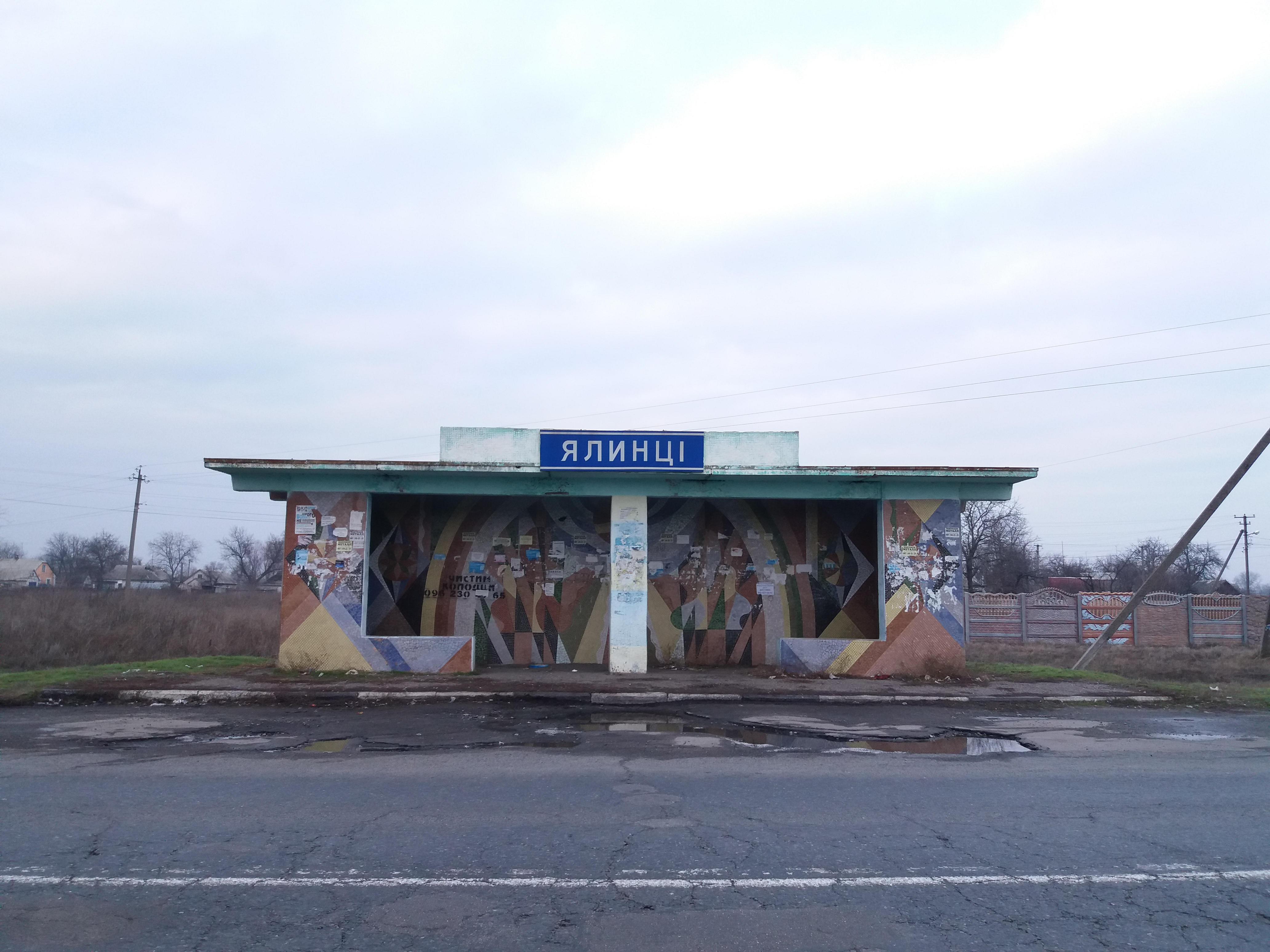
Кінцева зупинка автобусів маршруту № 231

28 жовтня 1966 р. рішенням облвиконкому центр Пухальщинської сільради Кременчуцького району перенесено в с. Ялинці, а сільраду перейменовано в Ялинцівську.

## Населення

### Мова
Розподіл населення за рідною мовою за даними перепису 2001 року:
| Мова            | Кількість | Відсоток |
| --------------- | --------- | -------- |
| українська      | 811       | 94.41%   |
| російська       | 29        | 3.38%    |
| румунська       | 10        | 1.16%    |
| інші/не вказали | 9         | 1.05%    |
| Усього          | 859       | 100%     |

## Транспорт
Через село пролягає автошлях Н08, яким з районного центру щоденно курсують приміські автобуси маршрутів:
111 (Крюківський міст — с. Недогарки)
211 та 212 (Крюківський міст — с. Максимівка)

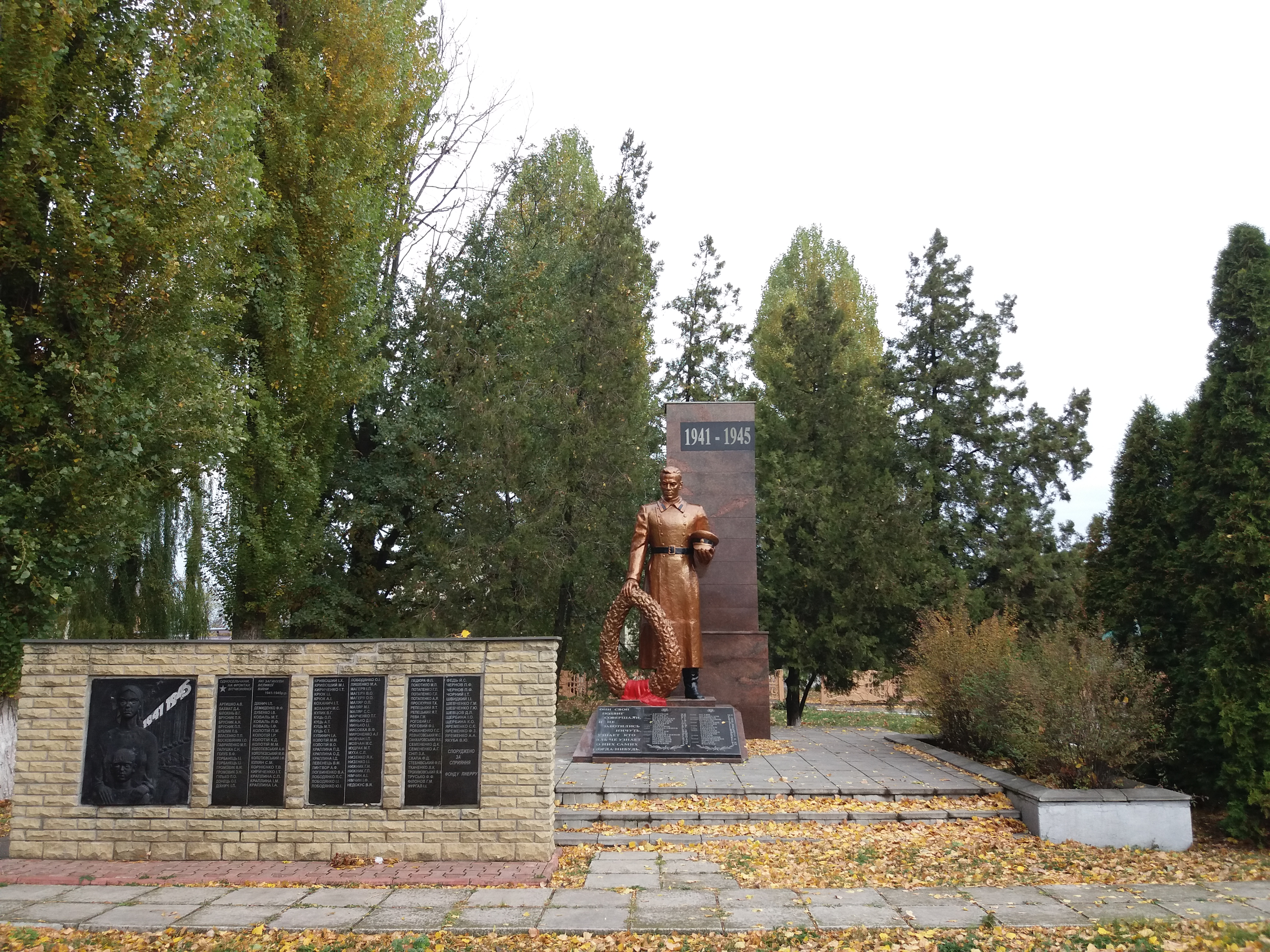
Меморіальний комплекс

226 (Центральний ринок — с. Недогарки)
231 (Авторинок — с. Ялинці).

## Пам'ятки
У центрі села розташований меморіальні комплекси:
- Братська могила радянських воїнів, що полягли під час визволення села від гітлерівців у 1943 році (поховано 24 воїни)
- Пам'ятний знак полеглим на фронтах Другої світової війни воїнам-землякам (189 осіб)